# Anna (película)
Anna es una película dramática estrenada el año 1987, dirigida por Yurek Bogayevicz y protagonizada por Sally Kirkland y Robert Fields. 

## Argumento
Anna es una actriz de mediana edad buscando trabajo en Nueva York, con la ayuda de su amante Daniel. Ella solía ser una estrella de cine checa casada con un director, quien ahora filma exitosos comerciales en Nueva York. Luego de la invasión de Checoslovaquia en 1968, Anna fue apresada y luego exiliada. La actriz conoce y ayuda a la joven Krystyna, quién acaba de llegar de Checoslovaquia y no habla inglés. Juntos, Anna y Daniel, ayudan a la chica a aprender el idioma y a conseguir trabajo en la industria cinematográfica. Sin embargo, el único trabajo que puede conseguir Anna es como suplente.

## Reparto
| Actor                 | Personaje     |
| --------------------- | ------------- |
| Sally Kirkland        | Anna          |
| Robert Fields         | Daniel        |
| Paulina Porizkova     | Cristina      |
| Gibby Brand           | Director #1   |
| John Robert Tillotson | Director #2   |
| Julianne Gilliam      | Woman Author  |
| Joe Aufiery           | Stage Manager |
| Lance Davis           | Assistant #1  |
| Deirdre O'Connell     | Assistant #2  |
| Sofia Coppola         | Noodle        |

## Premios y nominaciones

### Premios Óscar
| Año  | Categoría    | Persona        | Resultado |
| ---- | ------------ | -------------- | --------- |
| 1988 | Mejor Actriz | Sally Kirkland | Nominada  |

### Premios Golden Globe
| Año  | Categoría            | Persona        | Resultado |
| ---- | -------------------- | -------------- | --------- |
| 1988 | Mejor actriz - Drama | Sally Kirkland | Ganadora  |

### Premios Independent Spirit
| Año  | Categoría         | Persona                       | Resultado |
| ---- | ----------------- | ----------------------------- | --------- |
| 1988 | Mejor actriz      | Sally Kirkland                | Ganadora  |
| 1988 | Mejor ópera prima | Yurek Bogayevicz Zanne Devine | Nominada  |
| 1988 | Mejor guion       | Agnieszka Holland             | Nominada  |

### Otros premios y nominaciones
| Año  | Premio                                      | Categoría            | Persona          | Resultado |
| ---- | ------------------------------------------- | -------------------- | ---------------- | --------- |
| 1987 | Deauville Film Festival                     | Premio de la crítica | Yurek Bogayevicz | Nominada  |
| 1989 | Los Angeles Film Critics Association Awards | Mejor actriz         | Sally Kirkland   | Ganadora  |